# Hadena gavisa
Hadena gavisa là một loài bướm đêm trong họ Noctuidae.